# Moszin–Nagant
A Moszin–Nagant ismétlőpuska a cári orosz hadseregben 1891-ben rendszeresített 7,62 mm űrméretű, belsőtáras ismétlőpuska. Ismert még M1891 és Moszin-puska néven, de gyakran nevezik háromvonalas puskának is. A cári hadsereg, majd modernizált változata a Vörös Hadsereg alapvető gyalogsági lövészfegyvere volt az AK gépkarabély megjelenéséig. A fegyvert Szergej Moszin tervezte, a konstrukcióhoz pedig a belga Léon Nagant által szerkesztett középágytárat használta fel.
1930-ban korszerűsítették. Csökkentették a tömegét, a cső, és így a fegyver hosszát, valamint új irányzékot kapott. A modernizált puskát M1891/30 típusjellel rendszeresítették. Optikai irányzékkal felszerelve mesterlövész fegyverként is használták a szovjet mesterlövészek. Az M1891/30 a második világháború után a Magyar Néphadseregben is rendszeresítve volt 48 M. ismétlőpuska néven.

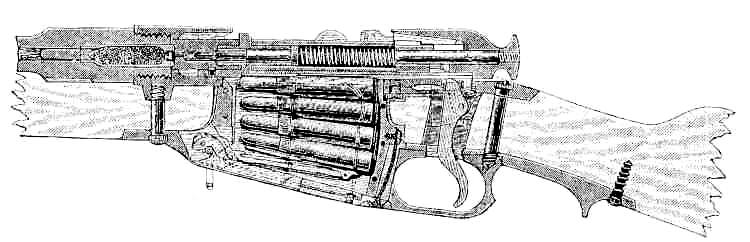
A fegyver zárszerkezete